# 有序離境計劃
有序離境計劃（簡稱：ODP）是美國允許越南難民在越南戰爭結束後入境美國的計劃。
該方案自1979年在聯合國難民署的支持下開始運作。美國和越南外交關係正常化后，美國直接與越南政府對話，爲越南移民提供便利。此後該計劃也被稱爲人道主義重新安置計劃（簡稱HR）。